# Les Thiers
Les Thiers sont un hameau belge de la section d'Ivoz-Ramet, située dans la commune de Flémalle.

## Histoire
Le hameau faisait partie de la commune d'Ivoz-Ramet avant la fusion des communes de 1977.

## Géographie
Le hameau se situe au centre de la section d'Ivoz-Ramet. Le paysage du hameau est très escarpé et les maisons et immeubles à appartements sont souvent construits au flanc des falaises.
Le quartier est résidentiel et densément peuplé, avec quelques commerces de quartier comme une jardinière.

### Voies de communications et transports
Le hameau est compris entre la rue de la Colline, la route de France et la rue Fays. On accède au hameau par la rue Fays en provenance du centre de Ramet, par la rue Waraxhe en provenance du centre de la section communale, via le pont-barrage, par la rue de la Rochette via la route de France, et par l'avenue du Gros-Chêne en provenance du Gros-Chêne. Le lieu-dit Les Maquisards peut être compris dans le hameau.
Excepté quelques routes principales (rue Fays, avenue du Gros-Chêne, rue Haute Rochette, rue Waraxhe, rue de la Centenaire et rue de la Rochette), les rues sont principalement en cul-de-sac (rue Basse Voie, rue Vertval, rue Vieux Fays, rue Sart le Diable, rue de la Pineraie, rue Clair-Sommet, rue Gros Thiers, rue Caprival, rue Hestreu, rue Grès des Vaches, rue Vieille Havée, rue du bâtis, rue des Djournâs, rue Sart Djîle, rue des Maquisards et Rue de la Briqueterie).
Deux lignes de bus (45 et 46) desservent le hameau, réparties sur 6 arrêts.

## Démographie
Les Thiers sont peuplés de 737 habitants au 1er janvier 2020 et les Maquisards de 133 habitants. Le hameau et le lieu-dit réunis sont peuplés de 870 habitants répartis sur 0,703 km2.